# Tijuana
Tijuana (/tiːəˈwɑːnə/ tee-ə-WAH-nə hay /tiːˈwɑːnə/, là một thành phố ở bán đảo Baja California, México. Thành phố nằm ở biên giới Mexico - Hoa Kỳ. Thành phố này cùng với San Diego ở bang California của Hoa Kỳ tạo thành một vùng đô thị liên quốc gia. Thành phố có dân số khoảng 1,3 triệu người còn dân số vùng đô thị Tijuana là 1,78 triệu người.
Tijuana tác động ảnh hưởng rất lớn trong khu vực về kinh tế, giáo dục, văn hóa, nghệ thuật, và chính trị. Thứ hai chỉ sau New York City, Tijuana là thành phố được tham quan nhiều thứ nhì ở ở Tây Bán Cầu.. Các đô thị xung quanh khu vực đã trở thành một công nghiệp và chiếm ưu thế lớn trong khu vực trung tâm ở tây bắc Mexico. Hiện nay một trong những thành phố phát triển nhanh nhất tại Mexico, Tijuana thành phố có tư cách thành phố toàn cầu.
Nằm trên Bờ biển Vàng Baja Mexico ở Baja California, Tijuana bao gồm chín quận. Thành phố có 24 km đường biên giới với San Diego. Thành phố này là thành phố lớn thứ 28 ở châu Mỹ là một thành phố cực tây ở Mexico. Hơn năm mươi triệu người qua biên giới mỗi năm giữa Tijuana và San Diego, làm cho nó là biên giới bận rộn nhất trên thế giới. Theo điều tra dân số năm 2010, vùng đô thị Tijuana là vùng đô thị lớn thứ 5 ở Mexico, với tổng dân số 1.784.034 người. Vùng đô thị quốc tế được ước tính là chỉ hơn 5 triệu trong năm 2009 và khoảng 5.105.769 trong năm 2010, làm cho nó là khu vực đô thị lớn thứ hai trong Californias, vùng đô thị lớn thứ 22 ở châu Mỹ và là vùng đô thị lớn nhất giữa hai quốc gia chia sẻ giữa Mỹ và Mexico. Người ta ước tính rằng hai trạm biên giới ở Tijuana chiếm 300.000 lượt cửa khẩu hàng ngày từ Đại đô thị San Diego.

## Khí hậu
| Dữ liệu khí hậu của Tijuana (1951–2010)  | Dữ liệu khí hậu của Tijuana (1951–2010) | Dữ liệu khí hậu của Tijuana (1951–2010) | Dữ liệu khí hậu của Tijuana (1951–2010) | Dữ liệu khí hậu của Tijuana (1951–2010) | Dữ liệu khí hậu của Tijuana (1951–2010) | Dữ liệu khí hậu của Tijuana (1951–2010) | Dữ liệu khí hậu của Tijuana (1951–2010) | Dữ liệu khí hậu của Tijuana (1951–2010) | Dữ liệu khí hậu của Tijuana (1951–2010) | Dữ liệu khí hậu của Tijuana (1951–2010) | Dữ liệu khí hậu của Tijuana (1951–2010) | Dữ liệu khí hậu của Tijuana (1951–2010) | Dữ liệu khí hậu của Tijuana (1951–2010) |
| Tháng                                    | 1                                       | 2                                       | 3                                       | 4                                       | 5                                       | 6                                       | 7                                       | 8                                       | 9                                       | 10                                      | 11                                      | 12                                      | Năm                                     |
| ---------------------------------------- | --------------------------------------- | --------------------------------------- | --------------------------------------- | --------------------------------------- | --------------------------------------- | --------------------------------------- | --------------------------------------- | --------------------------------------- | --------------------------------------- | --------------------------------------- | --------------------------------------- | --------------------------------------- | --------------------------------------- |
| Cao kỉ lục °C (°F)                       | 34.5 (94.1)                             | 39.0 (102.2)                            | 34.0 (93.2)                             | 36.0 (96.8)                             | 38.5 (101.3)                            | 41.8 (107.2)                            | 39.0 (102.2)                            | 41.0 (105.8)                            | 49.0 (120.2)                            | 47.0 (116.6)                            | 42.0 (107.6)                            | 37.0 (98.6)                             | 49.0 (120.2)                            |
| Trung bình ngày tối đa °C (°F)           | 20.3 (68.5)                             | 20.8 (69.4)                             | 20.8 (69.4)                             | 22.1 (71.8)                             | 23.5 (74.3)                             | 25.2 (77.4)                             | 27.8 (82.0)                             | 28.1 (82.6)                             | 27.8 (82.0)                             | 26.0 (78.8)                             | 23.5 (74.3)                             | 21.1 (70.0)                             | 23.9 (75.0)                             |
| Trung bình ngày °C (°F)                  | 13.6 (56.5)                             | 14.3 (57.7)                             | 14.8 (58.6)                             | 16.1 (61.0)                             | 18.0 (64.4)                             | 19.8 (67.6)                             | 22.2 (72.0)                             | 22.8 (73.0)                             | 22.0 (71.6)                             | 19.5 (67.1)                             | 16.6 (61.9)                             | 14.0 (57.2)                             | 17.8 (64.0)                             |
| Tối thiểu trung bình ngày °C (°F)        | 6.9 (44.4)                              | 7.8 (46.0)                              | 8.8 (47.8)                              | 10.2 (50.4)                             | 12.4 (54.3)                             | 14.3 (57.7)                             | 16.5 (61.7)                             | 17.5 (63.5)                             | 16.1 (61.0)                             | 13.0 (55.4)                             | 9.8 (49.6)                              | 6.9 (44.4)                              | 11.7 (53.1)                             |
| Thấp kỉ lục °C (°F)                      | −3.0 (26.6)                             | 0.0 (32.0)                              | 0.5 (32.9)                              | 1.0 (33.8)                              | 5.5 (41.9)                              | 5.0 (41.0)                              | 7.5 (45.5)                              | 10.5 (50.9)                             | 0.0 (32.0)                              | 5.0 (41.0)                              | 1.0 (33.8)                              | −5.0 (23.0)                             | −5.0 (23.0)                             |
| Lượng Giáng thủy trung bình mm (inches)  | 43.8 (1.72)                             | 36.5 (1.44)                             | 42.7 (1.68)                             | 17.6 (0.69)                             | 4.4 (0.17)                              | 0.7 (0.03)                              | 0.7 (0.03)                              | 0.9 (0.04)                              | 5.0 (0.20)                              | 7.8 (0.31)                              | 33.8 (1.33)                             | 37.0 (1.46)                             | 230.9 (9.09)                            |
| Số ngày giáng thủy trung bình (≥ 0.1 mm) | 5.9                                     | 4.7                                     | 5.9                                     | 3.1                                     | 1.4                                     | 0.5                                     | 0.4                                     | 0.2                                     | 0.7                                     | 1.7                                     | 3.9                                     | 4.3                                     | 32.7                                    |
| Nguồn: Servicio Meteorológico National   |                                         |                                         |                                         |                                         |                                         |                                         |                                         |                                         |                                         |                                         |                                         |                                         |                                         |